# San Sperate
San Sperate (Santu Sparau ou Santu Sperau en sarde) est une commune italienne d'environ 8 300 habitants située dans la province du Sud-Sardaigne, dans la région Sardaigne.
« Village-musée » depuis 1967, c'est ici qu'ont été effectuées les premières peintures murales, qui ont ensuite essaimé vers d'autres sites comme Orgosolo.

## Géographie

Position au sein de la province de Sud Sardaigne.

San Sperate se trouve au sud de la Sardaigne, au nord-ouest de la grande ville de Cagliari. Le village est dans la partie fertile de la plaine du Campidano, un graben formé lors de l'orogenèse alpine du Cénozoïque.
Il est entouré par les bourgs de Monastir au nord-est, Serramanna au nord-ouest et Decimomannu au sud-ouest.
La rivière Riu Mannu de San Sperate y passe. Il s'agit d'un affluent du Flumini Mannu.

### Climat
San Sperate dispose d'un climat méditerranéen avec des étés chauds et secs et des hivers doux. Le vent vient souvent du nord (mistral), mais il y a des épisodes de sirocco en provenance du Sahara.
| Mois                              | jan. | fév. | mars | avril | mai  | juin | jui. | août | sep. | oct. | nov. | déc. |
| --------------------------------- | ---- | ---- | ---- | ----- | ---- | ---- | ---- | ---- | ---- | ---- | ---- | ---- |
| Température minimale moyenne (°C) | 5,3  | 5,6  | 6,8  | 8,7   | 11,9 | 15,5 | 18   | 18,7 | 16,5 | 13,3 | 9,3  | 6,5  |
| Température moyenne (°C)          | 9,5  | 9,8  | 11,2 | 13,3  | 17,2 | 21,3 | 24,3 | 24,7 | 21,9 | 17,9 | 13,4 | 10,4 |
| Température maximale moyenne (°C) | 13,7 | 14,1 | 15,7 | 18    | 22,5 | 27,1 | 30,6 | 30,7 | 27,3 | 22,6 | 17,6 | 14,4 |
| Précipitations (mm)               | 48   | 60   | 48   | 42    | 25   | 11   | 3    | 9    | 36   | 57   | 64   | 61   |

## Histoire

### Premiers établissements humains
Les nombreux restes trouvés témoignent que le village est habité et la terre cultivée depuis des millénaires. Des fouilles démontrent que les premiers établissements humains remontent au XVIIIe siècle av. J.-C. Bon nombre des pièces trouvées sont de l'âge du bronze (XIIIe siècle av. J.-C.) ; il s'agit surtout d'objets votifs. On sait aussi qu'un nuraghe faisait office de poste de guet et de refuge, et que de nombreux puits permettaient de s'approvisionner en eau. Les habitants du lieu vivaient essentiellement d'agriculture et de chasse, mais le travail de la céramique et la forge des métaux devaient aussi être assez développés. Vers la fin du second millénaire avant notre ère, l'établissement prend un aspect proto-urbain, avec des maisons pluricellulaires de forme sous-rectangulaire constituées d'un socle de pierre et de murs de briques crues.

### La domination punique

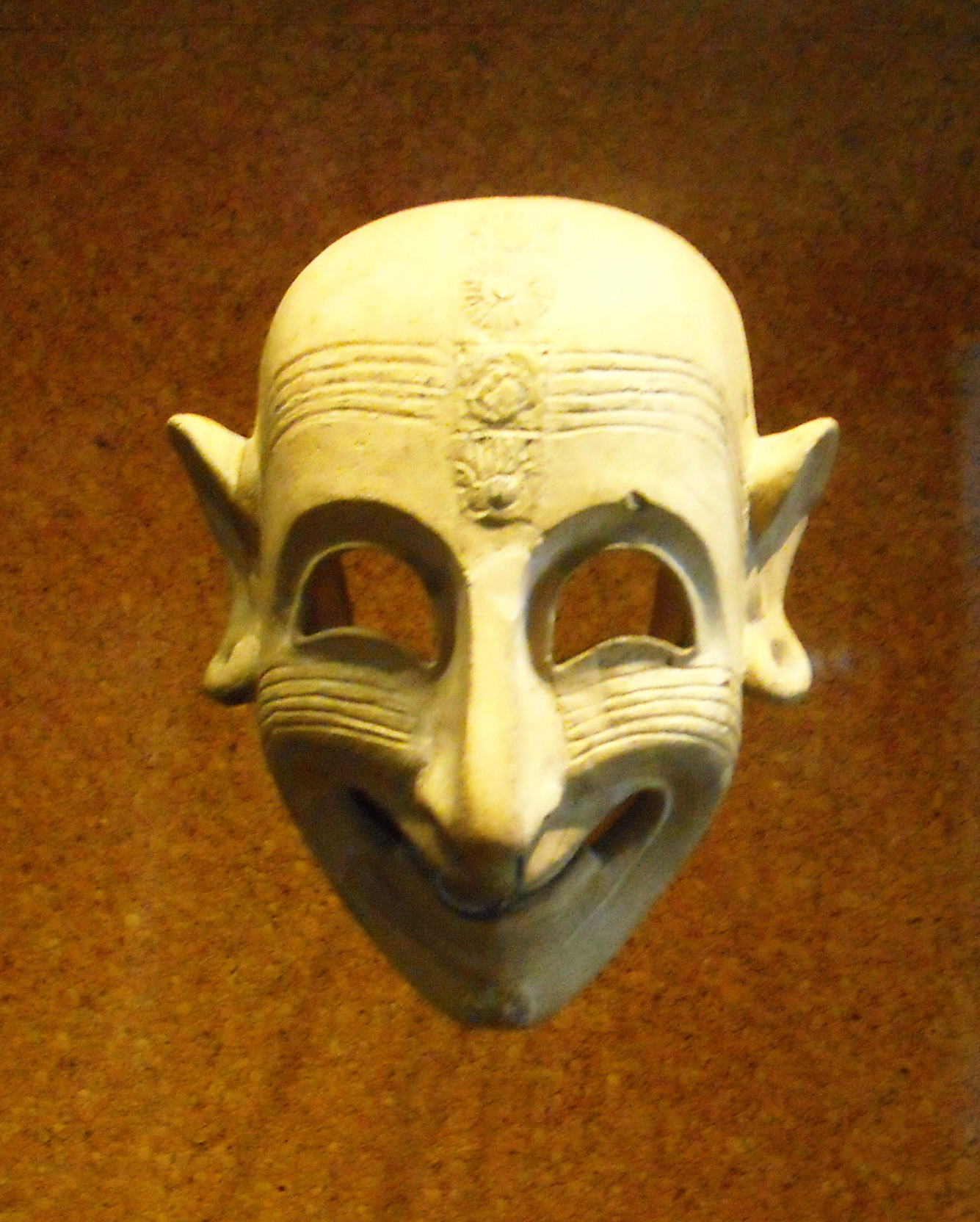
Masque punique trouvé dans une des nécropoles.

Les témoignages de la domination des Phéniciens aux IVe et IIIe siècle av. J.-C. ne manquent pas sur le territoire de San Sperate. On y a découvert quatre nécropoles puniques et les habitations dont elles dépendaient. En 1876, lors d'une des premières fouilles, on a trouvé un masque ricanant de précieuse facture. Parmi les pièces archéologiques intéressantes, on peut aussi citer un antique modèle réduit de nuraghe, conservé de nos jours au musée archéologique de Cagliari.

### La domination romaine
Entre le IIIe siècle av. J.-C. et le Ve siècle, le village subit la domination romaine. Il est proche de la route entre Karalis (Cagliari) et Tharros.

### La domination vandale
Entre 455 et 533, San Sperate est sous domination vandale.
En 507-508, le roi vandale Thrasamund, qui règne sur l'Afrique du Nord, contraint de nombreux évêques africains à l'exil en Sardaigne. Ceux-ci emportent avec eux les reliques de saints d'Afrique du nord pour les soustraire à la profanation des Vandales. Parmi celles-ci, il y a la dépouille de  Saint Augustin, qui est conservée à Cagliari, et celle de Saint Spérat, martyr originaire de Scilli (actuellement Kasserine en Tunisie) mort en 180, qui est transportée dans le village et lui donne son nom de San Sperate.

### La domination byzantine
De la période dominée par Byzance, à partir du VIe siècle (583), jusqu'à l'occupation pisane du XIIIe siècle, l'importance de San Sperate décroît progressivement.
C'est à cette époque que sont édifiées les deux églises romanes consacrées à Sainte Lucie et Saint Jean.

### Le Moyen Âge
Au Moyen Âge, San Sperate fait partie du judicat de Cagliari, curatoria de Decimo.
Ensuite, il fait partie des possessions sardes de Gherardo della Gherardesca (it) et de ses héritiers.
Il passe alors aux Aragonais, qui l'englobent dans le royaume de Sardaigne.
En 1355, le premier Parlement sarde tient sa première session, convoqué par Pierre le Cérémonieux. Des représentants de San Sperate y sont également présents. Au début, les représentants du parlement sont élus par les assemblées populaires. Par la suite, la Sardaigne adopte une structure féodale et à partir de 1421, à la place des députés élus par le peuple, ce sont les feudataires espagnols qui sont envoyés. Avec la liberté politique, c'est également la liberté administrative qui est perdue.
En 1421, par décision du roi Alphonse V, le fief de San Sperate est institué et concédé à Giordano de Tolo. La féodalité est maintenue jusqu'en 1839, année où elle est abolie.

### Période moderne
Sous la domination espagnole, San Sperate subit le dépeuplement des campagnes et une pression fiscale exagérée. À l'exception d'une courte parenthèse autrichienne, la domination espagnole dure jusqu'en 1720, lorsque l'île passe à la maison de Savoie.
La seigneurie de San Sperate, quant à elle, passe entre les mains de divers seigneurs, jusqu'en 1746 où elle est saisie par le fisc et vendue deux années plus tard à un juge de la Real Udienza, Giuseppe Cadello, qui prend le titre de marquis de San Sperate. Le dernier feudataire, auquel la seigneurie est rachetée en 1839, est Efisio Cadello Arquer.

### Période contemporaine

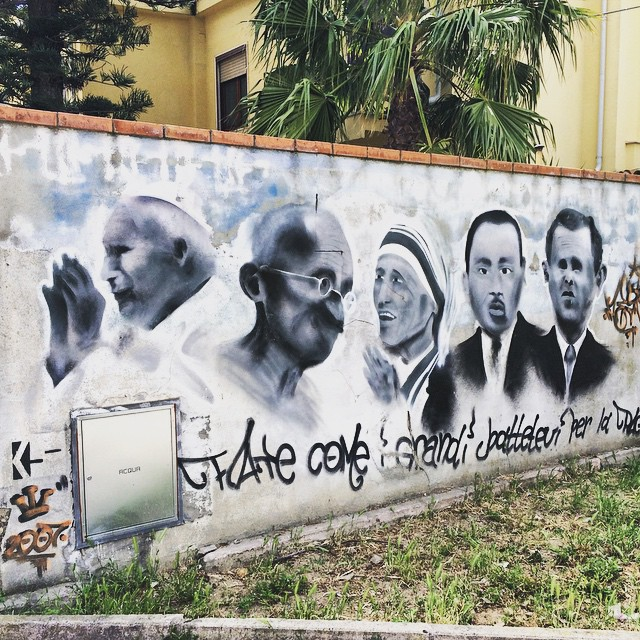
Galerie de portraits du XX.

Le 29 novembre 1847, lors de la fusion parfaite, le royaume de Sardaigne devient un royaume unitaire qui durera jusqu'à la proclamation du royaume d'Italie en 1861. Pendant cette période, beaucoup de travaux d'urbanisation et de construction de routes et de ponts sont entrepris. En 1880, un projet d'endiguement du cours d'eau Riu Mannu est présenté. Toutefois, à cause des longueurs bureaucratiques, le projet ne réussit pas à avancer. Le 20 octobre 1892, l'inondation redoutée se produit et cause la mort de 69 personnes.
La Seconde Guerre mondiale prélève un lourd tribut sur les habitants de San Sperate. Après la guerre, en 1948, la Sardaigne passe en région à statut spécial, une forme d'autonomie. Dans les années 1950, afin d'augmenter et d'améliorer la production agricole, on entame la rationalisation de l'agriculture qui rend San Sperate célèbre dans toute l'île : de nouvelles variétés de pêches et d'agrumes sont implantées.
En 1967, San Sperate devient « village-musée », hébergeant divers artistes italiens et étrangers, et organise sur place des rencontres culturelles, des représentations théâtrales et des spectacles musicaux.

## Population

### Évolution démographique
| 2001  | 2002  | 2003  | 2004  | 2005  | 2006  | 2007  | 2008  | 2009  |
| ----- | ----- | ----- | ----- | ----- | ----- | ----- | ----- | ----- |
| 6 815 | 6 883 | 6 922 | 6 982 | 7 113 | 7 267 | 7 457 | 7 631 | 7 740 |

| 2010  | 2011  | 2012  | 2013  | 2014  | 2015  | 2016  | 2017  | - |
| ----- | ----- | ----- | ----- | ----- | ----- | ----- | ----- | - |
| 7 881 | 7 978 | 8 042 | 8 219 | 8 266 | 8 314 | 8 301 | 8 318 | - |

### Langue et dialecte
La variété de sarde parlée à San Sperate est le « campidanais occidental », variété de la langue sarde campidanaise (it).

## Économie

### Agriculture

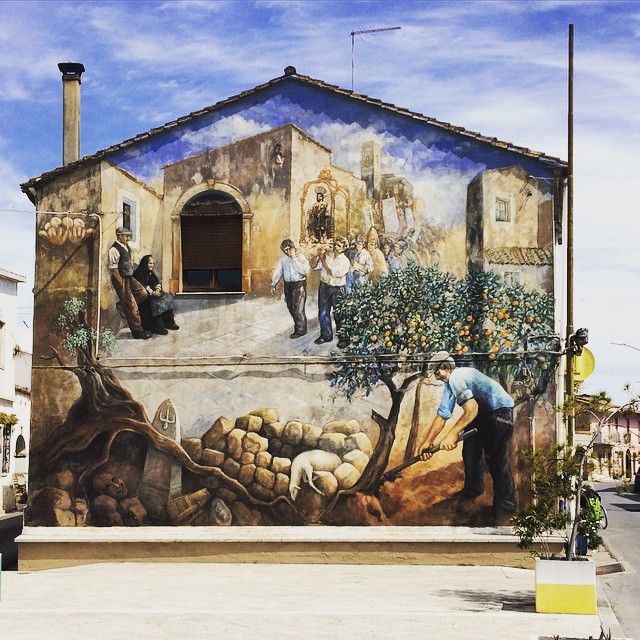
Un cultivateur et une procession.

San Sperate est l'un des centres agricoles les plus importants de Sardaigne : la position géographique privilégiée, la présence de nappes phréatiques proches de la surface, le terrain fertile et facilement travaillé ont favorisé la culture des terrains du petit territoire de la commune. La culture principale est celle des pêches, suivie par celle des agrumes et, de façon un peu moindre, de l'abricot, du blé et autres céréales, de la tomate et des légumes. Le territoire est entièrement recouvert de divers jardins, dans lesquels on trouve des citronniers, des orangers et des mandariniers. Les fleurs blanches et roses fortement parfumées et la présence de nombreuses serres de floriculture ont permis une ample diffusion de l'apiculture.

### Artisanat
L'artisanat était un secteur important et bien développé à San Sperate jusque dans les années 1950: tissage en autoproduction, forgerons, charrons, céramistes en terre cuite, vanniers (roseaux et branches d'olivier).
De nos jours, Giampaolo Mameli est connu pour sa céramique d'art et des laboratoires travaillent en confiserie.

### Élevage
L'escargot de Sardaigne est élevé à San Sperate.

## Culture

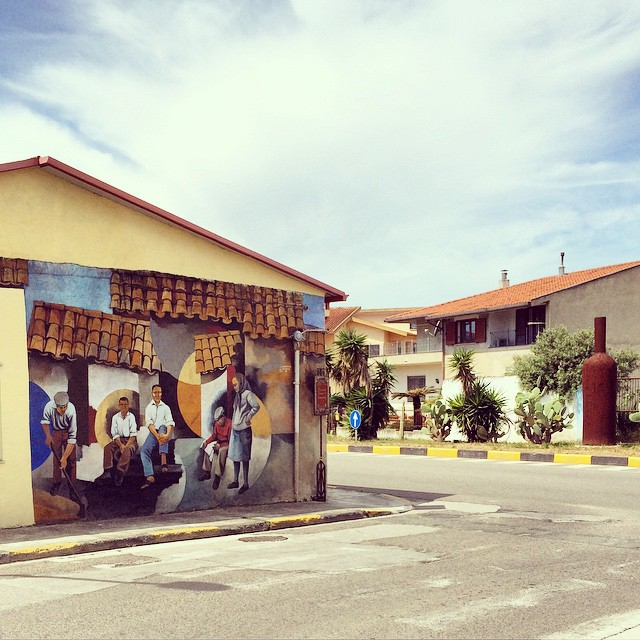
Scène de village en trompe-l'œil.

### Les peintures murales
San Sperate est un « village-musée » ouvert gratuitement et en permanence à tous. L'idée du village-musée est née en 1966 sur initiative du sculpteur Pinuccio Sciola, qui avait commencé à peindre les murs des maisons en blanc pour la Fête-Dieu qu'il a ensuite utilisés pour peindre des scènes. Il a alors invité de nombreux artistes pour qu'ils viennent peindre leurs œuvres sur les murs.
Les années 1970 sont une décennie de pleine ébullition artistique, et les peintures murales qui ont commencé à San Sperate se répandent dans toute la Sardaigne, cette forme d'art prenant le nom de muralismo.
Il y a bien 260 peintures visibles dans les rues du village. Presque toutes ont été peintes en couleurs imperméables et réalisées sur parois blanchies au préalable. Il y a aussi des graffitis et des œuvres mixtes.

### Fêtes, foires
La sagra delle pesche (festival de la pêche) dure un week-end au voisinage du 17 juillet. Il y a des démonstrations et dégustation de produits typiques et démonstration des traditions locales.
Un certain nombre de processions ou de fêtes religieuses ont lieu à San Sperate. Les plus importantes sont :
- Fête de Saint Spérat : la fête du saint patron, le 17 juillet, coïncide avec la Sagra delle pesche ;
- Fête-Dieu (corpus domini) : ce dimanche-là, il y a une procession avec faisceaux de roseaux, banderoles, décoration des maisons, tandis que menthe et pétales de fleurs sont dispersés dans le village.

## Administration
| Période                                  | Période | Identité     | Étiquette     | Qualité |
| ---------------------------------------- | ------- | ------------ | ------------- | ------- |
| 2012                                     | 2017    | Enrico Collu | Liste civique | maire   |
| 2017                                     |         | Enrico Collu | Liste civique | maire   |
| Les données manquantes sont à compléter. |         |              |               |         |

### Hameaux
La commune de San Sperate ne comporte pas de frazioni. Il y a le lieu-dit de Case Sparse (maisons éparses).

### Communes limitrophes
Assemini, Decimomannu, Monastir, Sestu, Villasor

### Jumelages
San Sperate est jumelé avec Tepito, quartier historique de la ville de Mexico au Mexique.

## Transports

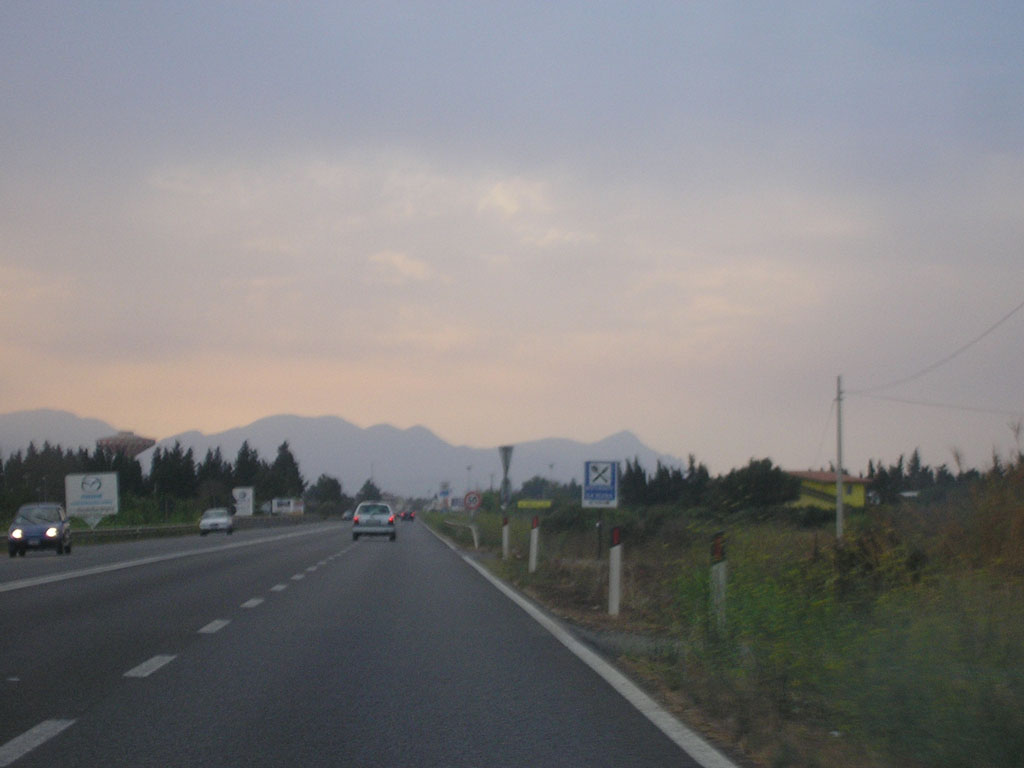
La SS 130, avant que le rail central ne soit monté.

San Sperate est traversé par la route nationale 130 (it) (strada statale 130) de Cagliari à Iglesias.
Il est sur la ligne de cars de Cagliari à Monastir.